# Altenboitzen
 (juin 2021).
Altenboitzen est un quartier de la commune allemande de Walsrode, dans l'arrondissement de la Lande, Land de Basse-Saxe.

## Géographie
Le village se situe au sud-ouest de la ville principale de la lande de Lunebourg. Le Jordanbach traverse Altenboitzen et se jette plus au sud-ouest dans le Böhme.
À Altenboitzen, il n'y a pas de noms de rue, seulement des numéros de maison.

## Histoire
Le 1er mars 1974, Altenboitzen est incorporé à la ville de Walsrode.

## Source, notes et références
- (de) Cet article est partiellement ou en totalité issu de l’article de Wikipédia en allemand intitulé « Altenboitzen » (voir la liste des auteurs).

1. 1 2  (de) « Altenboitzen », sur stadt-walsrode.de (consulté le 11 juin 2021)
2. ↑  (de) Statistisches Bundesamt, Historisches Gemeindeverzeichnis für die Bundesrepublik Deutschland. Namens-, Grenz- und Schlüsselnummernänderungen bei Gemeinden, Kreisen und Regierungsbezirken vom 27.5.1970 bis 31.12.1982, 1983 (ISBN 3-17-003263-1)